# Segestria nipponica
Segestria nipponica är en spindelart som beskrevs av Kishida 1913. Segestria nipponica ingår i släktet ormspindlar, och familjen sexögonspindlar. Inga underarter finns listade i Catalogue of Life.